# Empecamenta coronata
Empecamenta coronata är en skalbaggsart som beskrevs av Frey 1972. Empecamenta coronata ingår i släktet Empecamenta och familjen Melolonthidae. Inga underarter finns listade i Catalogue of Life.